# Cliff Thorburn
Clifford Charles Devlin Thorburn CM (Vitória, 16 de janeiro de 1948) é um ex-jogador profissional de snooker canadense. Venceu o Campeonato Mundial de Snooker em 1980, derrotando o norte-irlandês Alex Higgins por 18–16 na final para se tornar o primeiro campeão mundial na era moderna do snooker de fora do Reino Unido. Ele foi vice-campeão em dois outros campeonatos mundiais, perdendo por 21–25 para o inglês John Spencer na final de 1977 e 6–18 para o inglês Steve Davis na final de 1983. Ranqueado como o número um do mundo durante a temporada de 1981–82, ele foi o primeiro jogador não britânico a liderar o ranking mundial.
Em 1983, Thorburn se tornou o primeiro jogador a fazer um break máximo em uma partida do Campeonato Mundial, alcançando o feito em seu encontro na segunda rodada contra Terry Griffiths. Ele se aposentou do circuito profissional principal em 1996. Introduzido no Hall da Fama do Esporte do Canadá em 2001 e no Hall da Fama do Snooker em 2014, ele competiu nos eventos Snooker Legends e no World Seniors Tour, vencendo o Seniors Masters de 2018 no Crucible Theatre aos 70 anos. Ele se aposentou do snooker após o Campeonato Sênior do Reino Unido de 2022.

## Finais na carreira

### Finais em provas doranking: 10 (2 títulos)
| Legenda                                       |
| Campeonato Mundial (World Championship) (1–2) |
| Outros (1–6)                                  |

| Resultado    | Ano  | Torneio                           | Oponente na final | Placar | Ref.        |
| Vice-campeão | 1977 | Campeonato Mundial de Snooker     | John Spencer      | 21–25  | [ 4 ]       |
| Campeão      | 1980 | Campeonato Mundial de Snooker     | Alex Higgins      | 18–16  | [ 5 ] [ 6 ] |
| Vice-campeão | 1983 | Campeonato Mundial de Snooker (2) | Steve Davis       | 6–18   | [ 5 ]       |
| Vice-campeão | 1983 | International Open                | Steve Davis       | 4–9    | [ 7 ]       |
| Vice-campeão | 1984 | Grand Prix                        | Dennis Taylor     | 2–10   | [ 8 ]       |
| Vice-campeão | 1985 | The Classic                       | Willie Thorne     | 8–13   | [ 9 ]       |
| Campeão      | 1985 | Matchroom Trophy                  | Jimmy White       | 12–10  | [ 10 ]      |
| Vice-campeão | 1986 | The Classic (2)                   | Jimmy White       | 12–13  | [ 9 ]       |
| Vice-campeão | 1986 | International Open (2)            | Neal Foulds       | 9–12   | [ 11 ]      |
| Vice-campeão | 1987 | International Open (3)            | Steve Davis       | 5–12   | [ 11 ]      |